# Attacobius blakei
Attacobius blakei är en spindelart som beskrevs av Alexandre B. Bonaldo och Antonio D. Brescovit 2005. Attacobius blakei ingår i släktet Attacobius och familjen flinkspindlar. Inga underarter finns listade.